# Geistliche Anleitung
Die sogenannte Geistliche Anleitung ist ein handschriftliches vierseitiges Dokument in arabischer Sprache, das am 28. September 2001 vom FBI und dem amerikanischen Justizministerium veröffentlicht wurde und den Attentätern des 11. Septembers zugeordnet wird. In Amerika wurde es als „Doomsday Document“ bekannt.

## Herkunft
Nach Angabe des FBI wurde es in einer Reisetasche des Flugzeugentführers Mohammed Atta gefunden, die nicht in den American-Airlines-Flug 11 verladen wurde. Ein weiteres Exemplar des Dokuments fand man in einem Fahrzeug, das Nawaf al-Hazmi, der in dem American-Airlines-Flug 77 saß, gehörte. Reste eines dritten Exemplars wurden in der in Pennsylvania abgestürzten Maschine gefunden. Das Dokument, von dem Scans im Internet veröffentlicht wurden, kursierte auch in mehreren Übersetzungsvarianten.

## Inhalt und Interpretation
Das Dokument zeigt die religiöse Fundierung der Anschläge auf und rief bei seiner Veröffentlichung das schon vorher diskutierte Problem islamisch legitimierter Gewalttätigkeit erneut und verschärft ins öffentliche Bewusstsein. Die „geistliche Anleitung“ enthält einige praktische Anweisungen für die Attentate, gibt den Tätern aber vor allem Ratschläge religiösen Inhalts. So fordert sie zu innerer Ruhe, Gehorsam und Furchtlosigkeit beim Töten auf, empfiehlt mentale Ablenkung durch intensives Rezitieren religiöser Formeln sowie das Ausrufen der Formel Allāhu akbar zur Einschüchterung der Ungläubigen. Als Feinde werden die „Kreuzfahrer“, das heißt die westliche Welt, die Juden und „Handlanger“ genannt, womit muslimische Regierungen gemeint sind, die mit dem Westen kooperieren. Auch enthält sie mehrere Koranworte, darunter die Aufforderung, auf die Hälse der Ungläubigen und auf jeden ihrer Finger einzeln einzuschlagen (Sure 8:12). Den Tätern wird außerdem in Aussicht gestellt, dass die Paradiesgärten bereits für sie geschmückt seien und die Huris (paradiesische Jungfrauen) sie herbeiriefen. Der Islamwissenschaftler Tilman Seidensticker wertet das Dokument als religiös kaschierte Beschäftigungsstrategie, damit die Selbstmordattentäter nicht in letzter Minute die Nerven verlieren.

## Übersetzung und Analyse
2004 wurde es in einer deutschen Übersetzung von dem Bremer Religionswissenschaftler Hans G. Kippenberg und dem Jenaer Islamwissenschaftler Tilman Seidensticker herausgegeben, das arabische Original im Anhang, mit einer wissenschaftlichen Analyse. Übersetzung von Albrecht Fuess, Mouez Khalfaoui und Tilman Seidensticker. Eine genaue wissenschaftliche Analyse war bis zur 2004 erschienenen Übersetzung unterblieben, u. a. weil die Echtheit des Dokumentes angezweifelt worden war.

## Echtheit
Die Authentizität des Dokuments steht heute außer Zweifel. Für seine Echtheit spricht die Tatsache, dass dadurch damalige „Wunschtäter“ der amerikanischen Regierung nicht belastet wurden.